# Немецкий центр исследования рака
Немецкий центр исследования рака (нем. Deutsches Krebsforschungszentrum, сокр. DKFZ) в г. Гейдельберг один из крупнейших государственных медико-биологических научно исследовательских центров.
Более 3 тыс. сотрудников центра работают над исследованиями причин возникновения рака и факторов влияющих на развитие раковых заболеваний. На основе результатов этих исследований базируются новейшие методики профилактики, диагностики и лечения раковых заболеваний.

## Информация о центре
Немецкий центр исследования рака в Гейдельберге является биомедицинским научно-исследовательским институтом и фонд публичного права. Около 3000 сотрудников в более чем 90 отделах и младших исследовательских группах изучают, как развивается рак и какие факторы влияют на риск рака. На основе этих результатов они разрабатывают новые подходы к профилактике, диагностике и терапии рака. Ввиду повальной COVID-19 пандемии в Германии, в марте на 2020 DKFZ создано в целевую группе с немецким Фондом рака помощи и обществами Немецких онкологических использовать свои информационные услуги, Infonetz Krebsи онкологической информационной службы KID, чтобы бесплатно консультировать онкологических больных по всей стране и информировать их о последних событиях.
DKFZ является членом Ассоциации немецких исследовательских центров им. Гельмгольца и Немецкого исследовательского фонда.
Вместе с университетской больницей Гейдельберга DKFZ поддерживает Национальный центр опухолевых заболеваний (NCT) Гейдельберга.

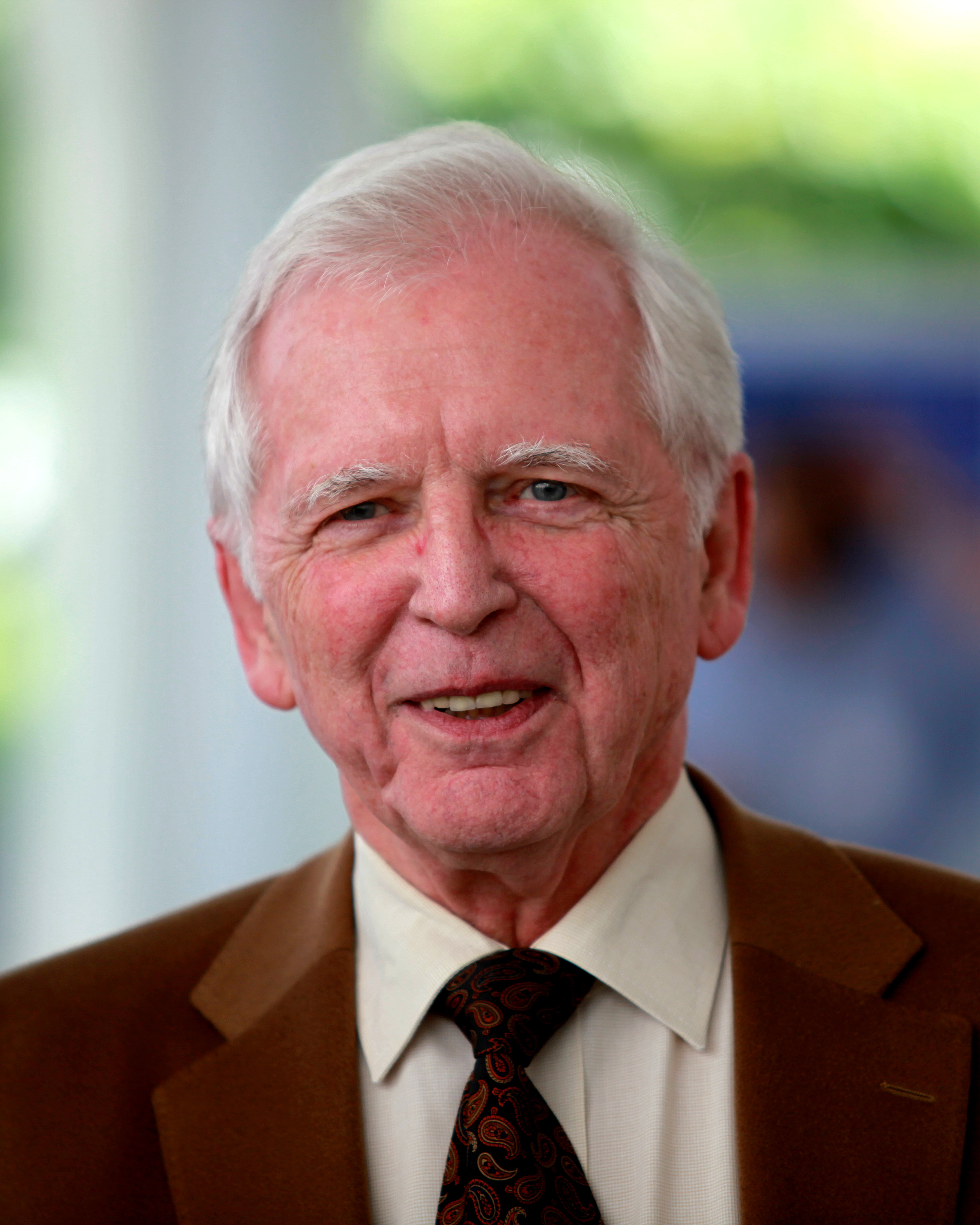
Харальд цур Хаузен, председатель и научный член совета фонда DKFZ с 1983 по 2003

## История создания
DKFZ был основан в 1964 году как национальное исследовательское учреждение; уполномоченным представителем был хирург из Гейдельберга Карл Генрих Бауэр, по инициативе которого DKFZ можно проследить. В 1975 году DKFZ стал членом рабочей группы крупных исследовательских институтов, из которой в 1995 году образовалась Ассоциация немецких исследовательских центров Германа фон Гельмгольца . В 1977 году DKFZ присоединился к Немецкому исследовательскому фонду, а в 1979 году он стал одним из основателей региональной сети сотрудничества Онкологического центра Гейдельберга / Мангейма .
Земля Баден-Вюртемберг является спонсором и также несет 10%-ную долю финансирования; федеральное правительство является основным лицом, несущим расходы, с долей 90 %. Согласно уставу 2000 г., его органами являются попечительский совет (с советом директоров), научный комитет и ученый совет. Майкл Бауманн был генеральным директором и научным директором с 1 ноября 2016 года, а Йозеф Пухта был коммерческим директором с 1996 по 2019 год. Урсула Вайрих является коммерческим директором с января 2020 года.
Главное здание DKFZ на территории кампуса Im Neuenheimer Feld (INF) было капитально отремонтировано с 2006 по 2010 год, через 30 лет после того, как оно было впервые занято. Ориентировочная стоимость — около 70 миллионов евро.
В 1992 году было открыто здание прикладной вирусологии опухолей (INF 242), а в 2002 году — здание исследования генома (INF 580) в Технологическом парке 3. В 2007 году Немецкий исследовательский центр рака приобрел здание INF 581 в Технологическом парке 4.
6 октября 2008 года генеральный директор Давний был Харальд цур Хаузен за его работу над вирусами папилломы человека в Нобелевской премии по медицине присуждена. В 2014 году физик Стефан Хелл получил Нобелевскую премию по химии; помимо должности в Институте биофизической химии Макса Планка в Геттингене, Хелл также является главой отдела в DKFZ.

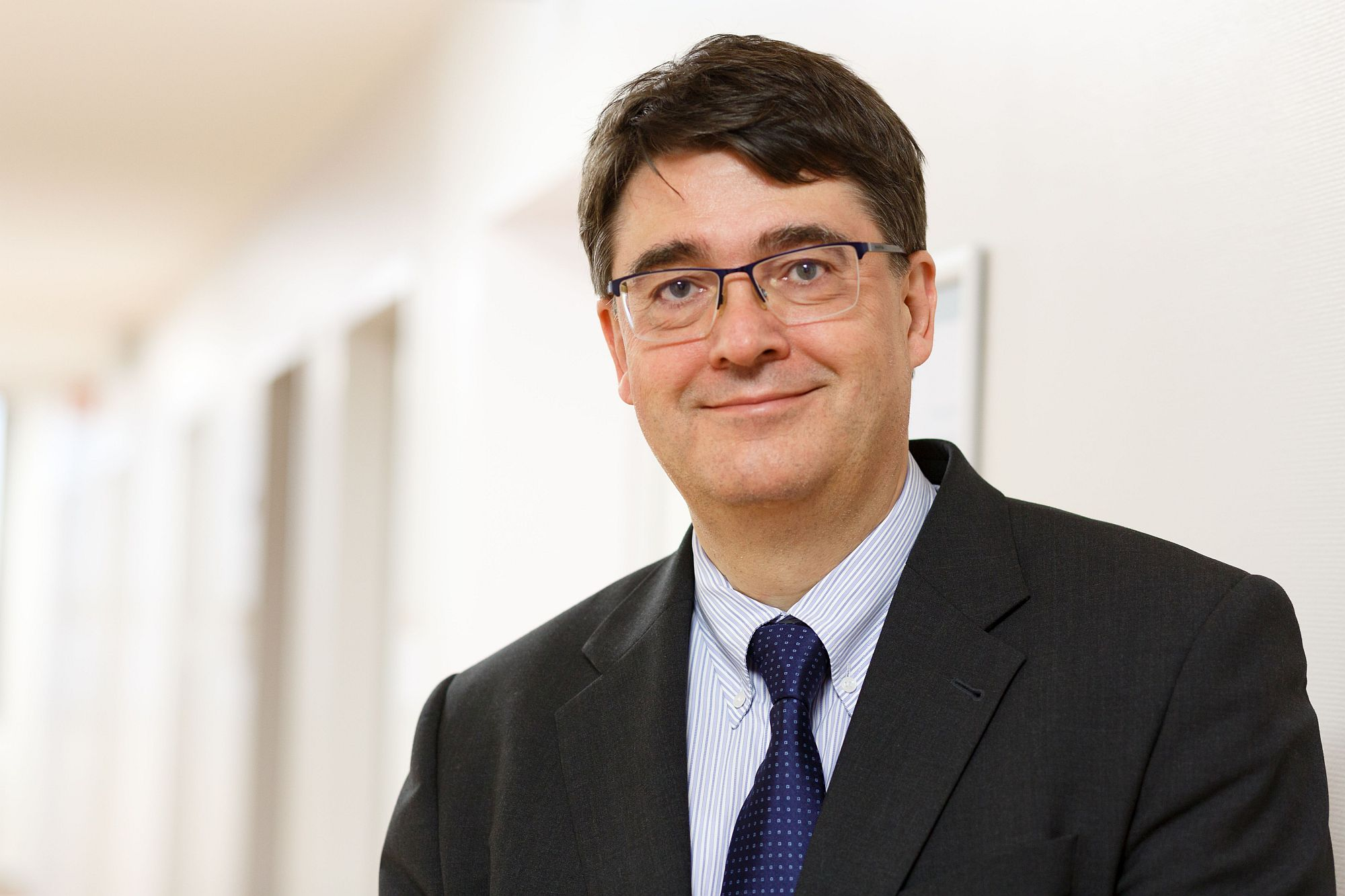
Майкл Бауманн, председатель правления и научный директор DKFZ

## Исследования
90 секций и рабочих групп, подразделений клинического сотрудничества и исследовательских групп представлены шесть ограниченных исследовательских приоритетов, назначенных:
- Клеточная и опухолевая биология
- Функциональные и структурные исследования генома
- Факторы риска рака и профилактика
- Иммунология и рак
- Визуализация и лучевая онкология
- Инфекция, воспаление и рак
- Согласно американской модели, младшие исследовательские группы связаны с «треком пребывания в должности». В настоящее время в DKFZ проходят исследования 25 молодых и шесть младших групп.

Семь центральных подразделений и их услуги доступны для всех сотрудников: геном и протеом, микроскопия, информационные технологии, базовый химико-биологический комплекс, животноводство, библиотека.
Докторанты в DKFZ проходят структурированную подготовку на основе междисциплинарной учебной программы в Международной высшей школе исследований рака имени Гельмгольца.
Согласно Постановлению о регистре онкологических заболеваний, DKFZ ведет эпидемиологический регистр рака Баден-Вюртемберга в соответствии с Законом о государственном регистре рака.
Два сотрудничающих центра Всемирной организации здравоохранения (Всемирная организация здравоохранения, ВОЗ) для поддержки их в борьбе против табака и ядерной медицине .
С 1966 по 1999 год на ДКФЗ эксплуатировался исследовательский реактор TRIGA Heidelberg . Летом 2008 года в специально построенном для исследовательских целей здании был введен в эксплуатацию магнитно-резонансный томограф мощностью 7 Тесла .

## Сотрудничество и союзы
Национальный
Национальный центр опухолевых заболеваний Гейдельберга: NCT Heidelberg, основанный на модели Комплексного онкологического центра США, поддерживается Немецким центром исследований рака, университетской больницей Гейдельберга и Немецкой онкологической службой . German Cancer Aid поддерживает NCT как ведущий онкологический центр с 2007 года . NCT сочетает междисциплинарную помощь пациентам с трансляционными исследованиями рака.
DKFZ-ZMBH-Allianz: Альянс, созданный в 2007 году с Центром молекулярной биологии Гейдельбергского университета (ZMBH), представляет собой новый тип модели сотрудничества между неуниверситетским исследовательским центром и университетом.
Гейдельбергский институт технологии стволовых клеток и экспериментальной медицины (HI-STEM) — это результат сотрудничества академической науки и частного сектора. Целью этого «государственно-частного партнерства» является клиническое испытание терапевтических возможностей, возникающих в результате исследования стволовых клеток, а также их защита и использование в соответствии с патентным законодательством.
Немецкий консорциум трансляционных исследований рака (DKTK) : Немецкий центр исследований рака имеет общенациональную сеть с семью университетами-партнерами (Берлин, Дрезден, Эссен / Дюссельдорф, Франкфурт-на-Майне, Фрайбург, Мюнхен и Тюбинген).
Национальный центр профилактики рака: Федеральный министр здравоохранения Йенс Спан и Федеральный министр исследований Аня Карличек в сентябре 2019 года представили Национальный центр профилактики рака, который создается при Немецком исследовательском центре рака в Гейдельберге в рамках «Десятилетия борьбы с раком», провозглашенного федеральным правительством.
В рамках «стратегического партнерства» между DKFZ и Немецким фондом помощи раку должны быть созданы амбулаторная профилактическая клиника для участников профилактических исследований и гражданский информационный центр, исследовательские проекты должны быть скоординированы и объединены, а программы профилактики должны быть разработаны с учетом целевых групп. Krebshilfe поддерживает проект 25 миллионами евро за счет пожертвований. [8-е]

## Международный
Программа сотрудничества DKFZ-MOST (Министерство науки и технологий [Израиль]) в исследованиях рака (с 1976 г.)
Совместные исследовательские подразделения с Institut Nationale de la Santé et de la Recherche Médicale
Соглашение сестринского учреждения с онкологическим центром MD Anderson, [9] Хьюстон, Техас (с 2008 г.)
Кроме того, существуют индивидуальные контакты с более чем 150 университетскими и неуниверситетскими исследовательскими учреждениями за рубежом.